# Kempa
Kempa es una marca alemana fabricante de artículos deportivos especializados en el balonmano. Es parte de Uhlsport y comenzó a comercializar sus productos en el año 2002.

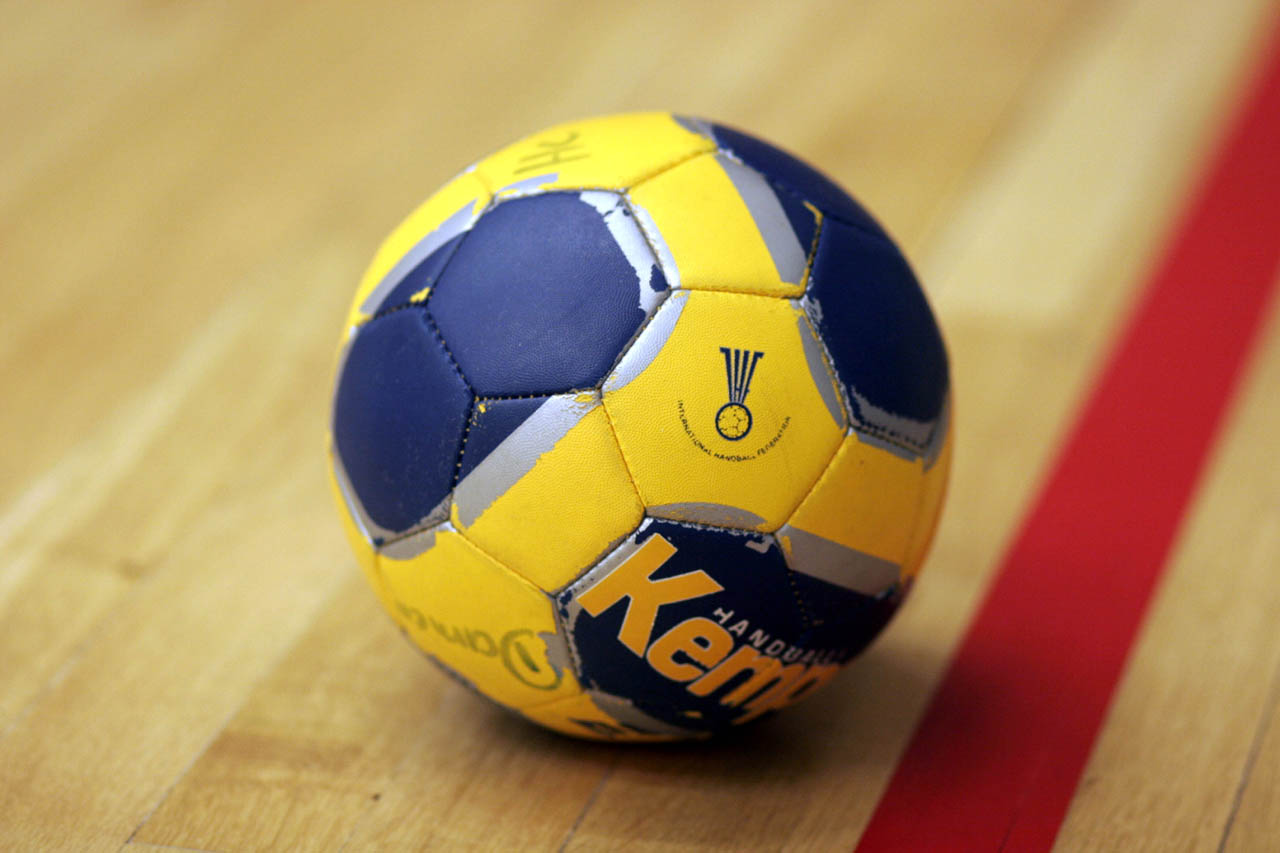
Pelota de balonmano Kempa

Desde 2010 ha estado desarrollando zapatillas, para los jugadores de balonmano, con la colaboración de Michelin.
El fundador de la marca fue Bernhard Kempa que fue un importante jugador de balonmano en los años 40 y 50 del siglo XX, y que posteriormente trabajó como entrenador.

## Kempa en el balonmano
Kempa es el proveedor oficial de varios equipos de balonmano, socio patrocinador de distintas selecciones y tiene jugadores como socios promocionales.
De 2002 a 2007 y de nuevo desde 2013, la compañía es el proveedor de la selección de balonmano de Alemania. También es proveedor oficial de los equipos nacionales de Bosnia, Estonia, Islandia, Catar, Arabia Saudí, Eslovenia, Túnez, Rumania, Bielorrusia y Suecia.
A nivel de clubes es proveedor del HBW Balingen-Weilstetten, SC Magdeburg, TVB 1898 Stuttgart y del TUSEM Essen, entre otros clubes.
Entre los jugadores patrocinados por Kempa destacan Pascal Hens, Uwe Gensheimer, Kim Ekdahl Du Rietz, Jonas Källman o Vincent Gérard.